# 珊瑚宫心海
珊瑚宫心海是米哈游开发电子游戏《原神》中的虚构角色，角色於遊戲2021年更新的2.0版本中登場，同年成為可玩角色。她是游戏中虚构国家稻妻中的岛屿“海祇岛”的最高领袖，在稻妻统治者雷电将军推行“眼狩令”时组建反抗军，带领海祇岛民众反抗稻妻幕府军的统治。珊瑚宫心海的中文配音为龟娘，日文配音为三森铃子，韩文配音为吕允美，英文配音为林丽莎。

## 创作和设计
在2020年9月《原神》發佈後數週，就有玩家透過解析遊戲文件，發現部分未正式公佈的遊戲角色，其中一位名為“Mimi”的角色被認為是珊瑚宫心海的原型。角色首次正式亮相是在2021年《原神》遊戲2.0版本的前瞻直播中，直播中披露了角色身份是稻妻地區的“海祇岛”反抗军领袖，反抗雷电将军推行的“眼狩令”。同年7月22日，米哈游发布了角色的立绘插画，并确认珊瑚宮心海將作為可玩角色連同角色劇情「眠龍之章」會在遊戲2.1版本更新，同時會上線角色的專屬武器「不滅月華」。角色整體设计為鮭魚粉和海軍藍相结合的色調，身穿改版和服與低胸紧身衣，衣服上有能反映出角色在遊戲中出身的珍珠和類珊瑚飾物，整體造型設計類似美人魚，同时製作組還為角色設計了一套独特的空中游泳攻击動畫。
角色的英文配音是印尼華裔美國人林丽莎，當時林丽莎配音員入行不久，在網絡上參加了不少遊戲角色的配音試鏡，數量多到自己都不太記得，早期為珊瑚宮心海配音時，她還以為自己是負責《原神》某個非玩家角色的配音，在收到大量配音資料後，才從工作人員口中得知負責的是可玩角色。角色的日文配音三森鈴子在官方提瓦特電台節目中分享，由於角色設定學識淵博，對白中經常會出現大量術語和少見的詞彙，她在演繹角色時每每遇到這種情況都十分苦惱，由於不太能理解這些術語往往只能照本宣科。

## 作品中表现

### 角色故事
海祇島是稻妻最後納入統治的區域，當地人不信奉稻妻的统治者雷电将军，而是奥罗巴斯。珊瑚宫心海是歷代侍奉海祇大御神的珊瑚宮一脈當代家主，並兼任海祇岛最高领袖，當地人稱之為“现人神巫女”。珊瑚宮自小博覽群書，長大後利用書中的知識管治海祇島。雷電將軍推行“眼狩令”收缴国内的神之眼時，她带领海祇岛民众组建反抗军反對眼狩令，以海祇島一隅之力抗衡稻妻的幕府大軍，屢出奇謀擊退多次攻勢。旅行者（玩家角色）被幕府通緝後，加入了反抗軍並結識了珊瑚宮心海等軍中要員。期間發現有不明的勢力在暗中資助海祇島，部分反抗軍還使用以壽命換取力量的「邪眼」，而珊瑚宮心海在旅行者报告後才察覺到這些問題。最後戰爭在旅行者努力斡旋下，得以終結。
珊瑚宫心海虽然擅长兵法，军略才能出色，但因常年沉浸兵书导致在社交方面相当贫乏。她会在演讲中不自觉地手抖，也会在面临复杂的工作时不知所措，对她而言每天最快乐的事情就是完成工作后宅在家里独自研究兵书。尽管身居高位如履薄冰，但心海总体上能将海祇岛的事务处理地井井有条，海祇岛的民众也非常爱戴这位年少登高位的领袖。

### 角色玩法
《原神》2.1版本「韶光撫月，天下人間」更新之後，玩家可以在遊戲中通過祈願的方式讓珊瑚宮心海加入隊伍，角色在遊戲中的定位是辅助型補師，無論是元素爆发和元素戰技都有恢復生命值的效果，而且通過削弱角色攻擊的暴击數值，強化了角色的治愈能力，角色的攻擊和技能都附有水元素效果。角色在隊伍時，能減少玩家角色游泳時的体力消耗。

## 评价
珊瑚宮心海作為《原神》中的重要角色，獲得不少玩家和評論員的關注与評價。角色的形象设计普遍得到好评认可，如Kotaku的编辑姜思琪认为角色动画非常华丽，英语配音也非常出色。许多玩家对角色抱有喜爱的态度，如2022年2月22日角色迎来首次生日时，有不少玩家创作画作来为她庆祝生日。但角色登场初期时在游戏中实战能力方面的评价则以负面居多，直到後續角色在实战中有不俗的表现后，相關的評價轉為正面。
角色在塑造和劇情方面存有一定争议。Siliconera网站編輯珍妮·拉達認為米哈遊對角色「高智商军师」的形象塑造並不成功，如游戏剧情中角色对问题察觉迟缓，导致部下牺牲。17173网评论也称角色相关剧情“非常粗糙”“有赶进度的嫌疑”。而在与玩家角色的关系方面，游侠网转载评论认为剧情刻画了角色对旅行者的喜爱和特殊的情感。
角色上線初期，評論員都認為角色定位模糊，而在玩法設計上則有不同的看法，以负面居多。珍妮·拉達將角色和遊戲另外兩個補師角色作對比，認為角色技能的治療表現並不突出，甚至不能復活隊友，她直言角色的表現讓人失望。奧斯汀·伍德在GamesRadar+摘文表示角色削弱暴擊數值的設計，限制了角色的發展空間，角色带来的营收表現糟糕是意料之中。YouTube主播Mtashed曾評價珊瑚宮心海是《原神》「最差的五星角色」，角色正式上線前，许多玩家揶揄角色表現甚至比不上遊戲中能免費入手的補師角色芭芭拉，該話題在Twitter上還成為迷因，角色首次上線时帶來的營收是過去所有同类型角色最低。而Kotaku編輯姜思琪則认为初期无需过度担心实战的问题，并稱讚角色减少游泳体力消耗有助於遊戲探索，角色的強大治療能力或许能應對游戏未来的部分困难關卡的挑戰。
後續游戏版本更新，尤其是草元素戰鬥體系上線後，評論員都稱讚角色在新體系中的表現，遊俠網引述评论讚譽角色在新體系中的不可取代的地位。曾經批評角色的Mtashed也撤回之前的評價，肯定角色在新體系和冰元素隊伍中的作用。《香港01》評論員林卓恆認為角色「強度、美貌和性價比兼備」，在現在遊戲環境下是「最值得入手的角色之一」。因角色在实战中对队友的治疗能力强大，许多玩家将其和游戏中恢复角色生命值的建筑“七天神像”作联想，称之为“移动的七天神像”。

## 外部連結
- bilibili上的《原神》珊瑚宫心海角色PV——「沧海一意」
- bilibili上的《原神》角色演示-「珊瑚宫心海：千涛触月」
- bilibili上的《原神》拾枝杂谈-「珊瑚宫心海：潋滟海汐」